# 千葉市立金沢小学校
千葉市立金沢小学校（ちばしりつ かねざわしょうがっこう）は、千葉県千葉市緑区おゆみ野南5丁目31番地にある公立小学校。通称は「金沢小」。

## 沿革
- 1997年（平成9年） - 千葉市115番目の小学校として、泉谷小学校より分離した。
- 1998年（平成10年） - 校旗完成。
- 2000年（平成12年） - 学校図書館指導員を配置[1]。
- 2002年（平成14年） - 学校完全週5日制により、土曜休業。6学年児童を対象に、小学校英語活動を開始[1]。
- 2004年（平成16年） - 2学期制実施[1]。
- 2010年（平成22年） - 地上デジタル対応テレビ（普通教室）と電子黒板を設置[1]。

## 通学区域と進学先中学校
出典

### 通学区域
- おゆみ野中央9丁目（一部）
- おゆみ野南5丁目（全域）
- おゆみ野南6丁目（全域）

### 進学先中学校
- 千葉市立おゆみ野南中学校

## アクセス
- 小湊鉄道バス
  - 「イオンタウンおゆみ野」停留所より、
    - 「鎌04」系統のりばから、徒歩約615m・約9分。
      - バス停から学校正門まで、直線距離は約290mほどだが、「千05」系統のりば付近の市道T字路交差点に道路を南北に跨ぐ横断歩道が設置されておらず、西に約100mほど離れた小金沢坂下交差点まで廻る必要があるため、倍以上の距離となる。

    - 「千05」系統のりばから、徒歩約310m・約5分。

  - 「鎌05」・「千07」の各系統で、「イオンタウンおゆみ野前」停留所より、
    - 千葉駅行・浜野駅東口経由浜野行のりばから、徒歩約480m・約7分。
    - 鎌取駅行のりばから、徒歩約435m・約7分。
      - 鎌取駅行のりばから学校正門まで、直線距離は約120mほどだが、バスが通る千葉市道磯辺茂呂町線上から学校付近通じる横断歩道及歩道橋が設置されておらず、小金沢坂下交差点まで廻る必要があるため、約3.5倍の距離となる。
- 京成電鉄千原線おゆみ野駅から、徒歩約1.3km・約20分。